# LONG WAY TO GO
「LONG WAY TO GO」（ロング・ウェイ・トゥ・ゴー）は、GOING UNDER GROUNDのシングル。ポニーキャニオンより2010年11月29日発売。

## 概要
メジャーデビュー後21枚目（通算24枚目）のシングルであり、ポニーキャニオンに移籍してからの2枚目のシングル。前作の「LISTEN TO THE STEREO!!」に続くヒダカトオルプロデュース作品。2曲目から6曲目には2010年7月18日にap bank fes '10に出演した際のライン録りによる既発表曲のライブ音源が収録されている。タワーレコードでは先着購入特典として2010年のライブ音源を3曲収録したCD-R「LIVE BOOTLEG 2010」が配布された。

## 収録曲
1. LONG WAY TO GO
（作詞・作曲：松本素生）
バンド少年へ捧げるオマージュを込めた楽曲であり、MVにはバンド活動を始めた14歳の頃から高校2年生の頃までにメンバーが当時家庭用ビデオカメラで撮りためていた映像が使用されている[2]。スペースシャワーTV主催の「SPACE SHOWER MUSIC VIDEO AWARDS」2011年のCONCEPTUAL部門にノミネートされた[3]。
2. LISTEN TO THE STEREO!! [Live Bootleg 2010 July 18.]
3. STAND BY ME [Live Bootleg 2010 July 18.]
4. トワイライト [Live Bootleg 2010 July 18.]
5. ハートビート [Live Bootleg 2010 July 18.]
6. ハミングライフ [Live Bootleg 2010 July 18.]

## 収録アルバム
LONG WAY TO GO
- 稲川くん
- ALL TIME BEST〜20th STORY + LOVE + SONG〜

## 参加ミュージシャン
- 大久保敬 – キーボード（「LONG WAY TO GO」）
- 田澤麻美 – トランペット（「LONG WAY TO GO」）
- HARCO - キーボード（Track 2 - 6）